# Países Bajos en los Juegos Olímpicos de Grenoble 1968
Los Países Bajos estuvieron representados en los Juegos Olímpicos de Grenoble 1968 por un total de 9 deportistas que compitieron en patinaje de velocidad.  
El portador de la bandera en la ceremonia de apertura fue el patinador de velocidad Stien Baas-Kaiser.

## Medallistas
El equipo olímpico neerlandés obtuvo las siguientes medallas:
| Nombre            | Deporte               | Competición |
| ----------------- | --------------------- | ----------- |
| Oro               |                       |             |
| Kees Verkerk      | Patinaje de velocidad | 1500 m M    |
| Carolina Geijssen | Patinaje de velocidad | 1000 m F    |
| Johanna Schut     | Patinaje de velocidad | 3000 m M    |
| Plata             |                       |             |
| Ard Schenk        | Patinaje de velocidad | 1500 m M    |
| Kees Verkerk      | Patinaje de velocidad | 5000 m M    |
| Carolina Geijssen | Patinaje de velocidad | 1500 m F    |
| Bronce            |                       |             |
| Petrus Nottet     | Patinaje de velocidad | 5000 m M    |
| Stien Baas-Kaiser | Patinaje de velocidad | 1500 m F    |
| Stien Baas-Kaiser | Patinaje de velocidad | 3000 m F    |